# 福祉の時代
福祉の時代（ふくしのじだい）は、1973年4月9日から1984年3月31日までNHK教育テレビで放送されていたテレビ番組。

## 概要
福祉の現場で働く人たちの報告を中心に構成される総合福祉番組。

## 放送時間
- 1973年4月 - 1975年3月 日曜日16:00-16:30／土曜日12:30-13:00
- 1975年4月 - 1976年3月 日曜日10:30-11:00／土曜日12:30-13:00
- 1976年4月 - 1978年3月 土曜日12:30-13:00／日曜日17:30-18:00
- 1978年4月 - 1982年3月 金曜日18:00-18:30／土曜日12:30-13:00
- 1982年4月 - 1984年3月 金曜日17:30-18:00／土曜日12:30-13:00

## 司会
- 佐藤喜徳郎
- 田中晃

## 主なテーマ
- 自立への道（NHK大阪制作）
- 市民と福祉
- 年金
- 老人ホームの課題
- ある重症児施設の悩み 島田療育園からの報告
- 無認可保育所全国集会から
- 老後シリーズ
- 音のない世界 聴力障害者の訴え
- 福祉事務所からの報告
- 身体障害者の生活器具
- 福祉施設の台所
- 手話ボランティア
- ぼくたち10人家族
- 老人給食
- まひの身・吾れは
- 神への告発
- 老人問題シリーズ
- 福祉村
- 健康村宣言
- 在宅老人とホームサービス
- もっと光を 盲老人ホーム聖明園
- いのちを守る
- 養護学校義務化シリーズ
- 私の福祉論
- 吉田ルイ子の福祉対談

## 関連番組
- ハートネットTV
- 社会福祉セミナー